# Indvidualistički feminizam
Individualistički feminizam je izraz kojim se opisuju feministički pojedinci i pokreti koji na žene gledaju kao pojedince. Individualistički feminizam je pod utjecajem ideologija kao što su minarhizam i individualistički anarhizam, čiji su predstavnici Wendy McElroy i Cathy Young, kao i libertarijanstva koje u SAD predstavlja Association of Libertarian Feminists, osnovana Tonie Nathan, kao i Joan Kennedy Taylor i Sharon Presley. 
Individualističke feministkinje drže da sva ljudska bića imaju moralno i/li zakonsko pravo na vlastita tijela i vlasništvo, te se zalažu za pravo na abortus, ali isto tako protive pozitivnoj diskriminaciji.U oba slučaja je riječ o nedozvoljenom uplitanju države u privatnu sferu pojedinca. 
Individualističke feministkinje se oštro protive ostalim oblicima feminizma, pogotovo onima iz liberalnog i radikalnog feminizma, držeći ih primjerima rodnog feminizma, odnosno naporima da žene kao grupa posluže kao izgovor državnoj intervenciji u prava pojedinaca.